# Elaver wheeleri
Elaver wheeleri là một loài nhện trong họ Clubionidae.
Loài này thuộc chi Elaver. Elaver wheeleri được Carl Friedrich Roewer miêu tả năm 1933.